# Distretto elettorale di Ompundja
Il distretto elettorale di Ompundja (in inglese Ompundja Constituency e in tedesco Wahlkreis Ompundja) è un distretto elettorale della Namibia situato nella regione dell'Oshana con 4.659 abitanti al censimento del 2011. Il capoluogo è la città di Ompundja. Il consigliere del collegio elettorale è il politico Adolf Hitler Uunona, che ricopre questo ruolo ininterrottamente dal 2004.